# Kamf
Kamf (идиш קאמף‎) — ежедневная газета на языке идиш, издававшаяся в Риге, Латвия, в 1940-1941 годах. Это был орган Рижского комитета Коммунистической партии Латвии. Первый номер газеты «Kamf» вышел 1 июля 1940 года.
Х. Марголис был редактором газеты. Главным организатором издания был опытный журналист Макс Урьевич Шац-Анин. Газета «Kamf» была рассчитана на читателей в еврейских общинах по всей Латвии. Вечерний выпуск выходил два раза в неделю. Первоначально использовалась стандартная идишская орфография с использованием ивритской лексики в оригинальном виде. 13 июля 1940 года «Kamf» начала выпускать еженедельное молодёжное приложение, в котором использовалось идишское написание, соответствующее советской практике. 
В октябре 1940 года кружок Камфа основал политико-литературный журнал «Ufboj». Последний номер «Kamf» вышел 12 января 1941 года, в день дополнительных выборов депутатов от Латвии в Верховный Совет СССР. Всего было опубликовано 168 номеров газеты «Kamf». «Ufboj» пришёл на смену «Kamf» в качестве газеты Коммунистической партии на языке идиш.